# Shangombo
Shangombo – miasto w Zambii, w prowincji Zachodniej. Według danych szacunkowych na rok 2010 liczy 2.134 mieszkańców.